# BR-290
Pour les articles homonymes, voir Route 290.

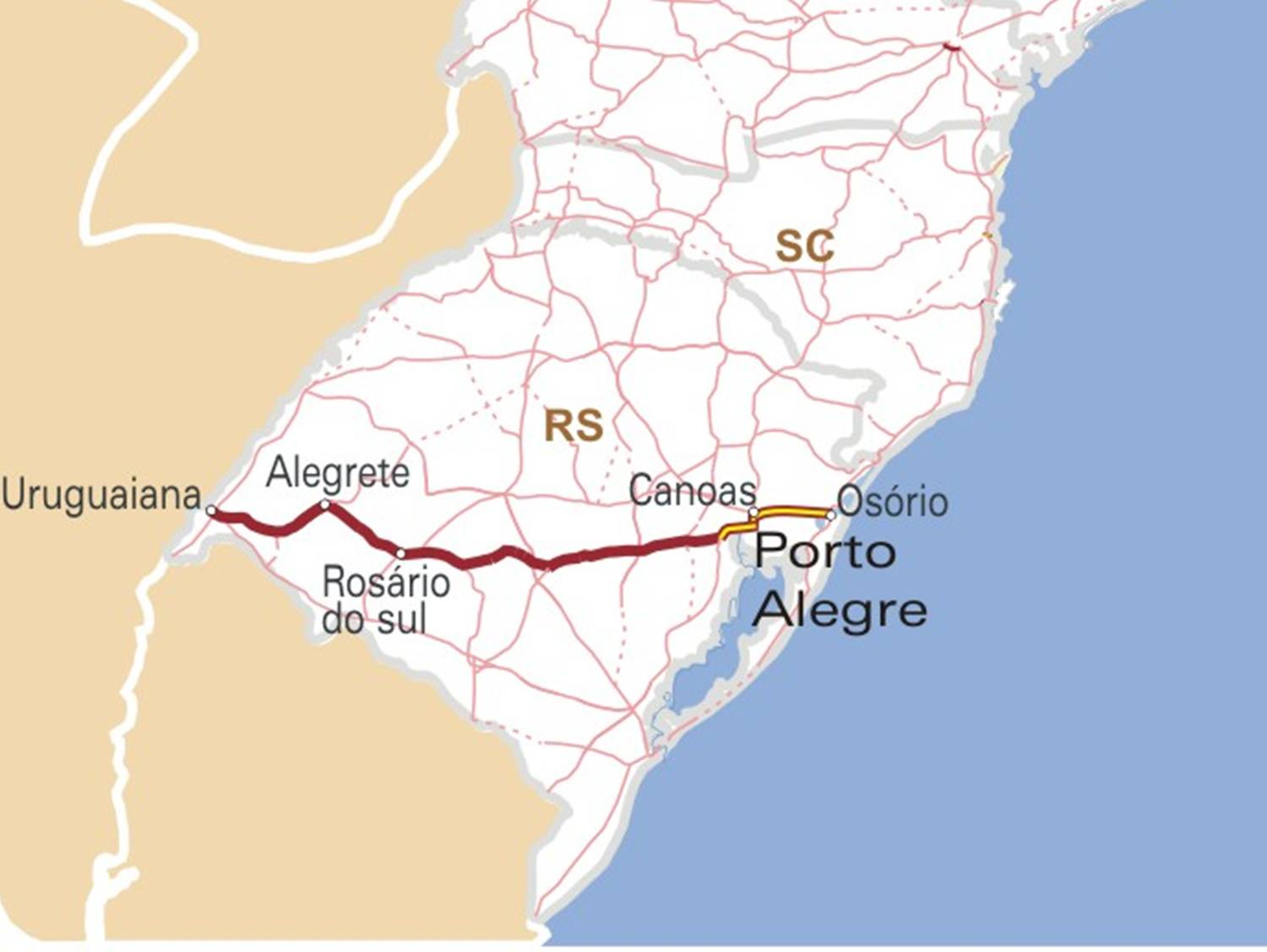
Tracé de la BR-290

La BR-290 est une importante route fédérale transversale située dans l'État du Rio Grande do Sul qui traverse celui-ci depuis Osório, sur son littoral nord, vers l'Ouest, jusqu'à la municipalité d'Uruguaiana, sur la frontière avec l'Argentine, passant par Pantano Grande, São Gabriel et Alegrete. Entre Osório et Eldorado do Sul, elle est dénommée populairement « Free-Way ». Entre Osório et Porto Alegre, son nom officiel est « Rodovia Marechal Osório » et entre Porto Alegre et Uruguaiana, « Rodovia Osvaldo Aranha ».
Le tronçon le plus actif — et soumis à péage — est localisé entre Osório et Porto Alegre, et est l'endroit où la route possède six voies de circulation, trois dans chaque sens.
Elle a une longueur de 726,400 km.

## Galerie

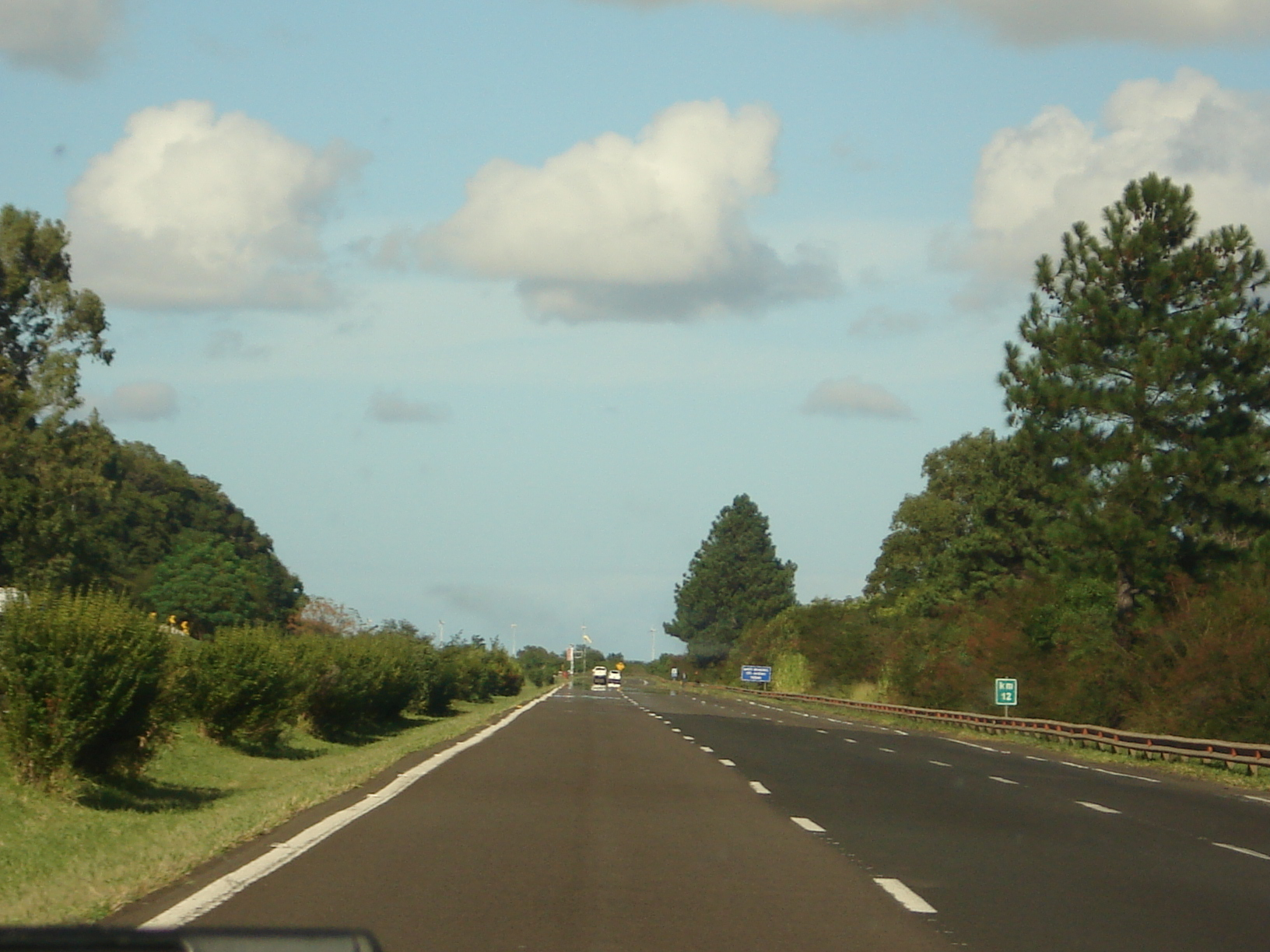
BR-290 à Osório, Rio Grande do Sul
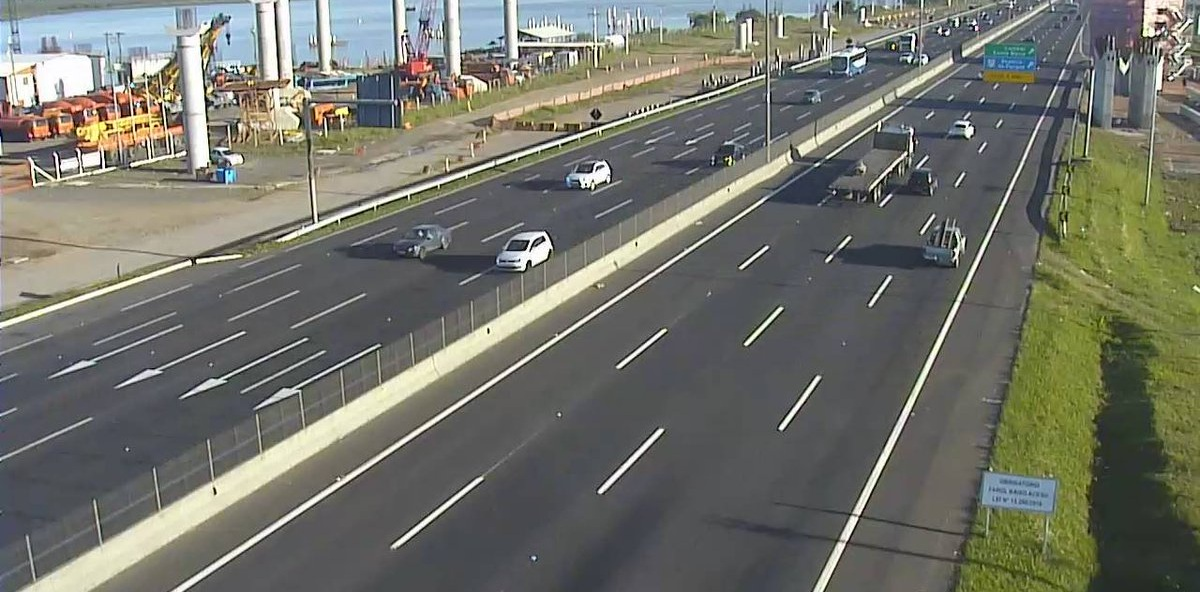
BR-290 près de Porto Alegre, Rio Grande do Sul
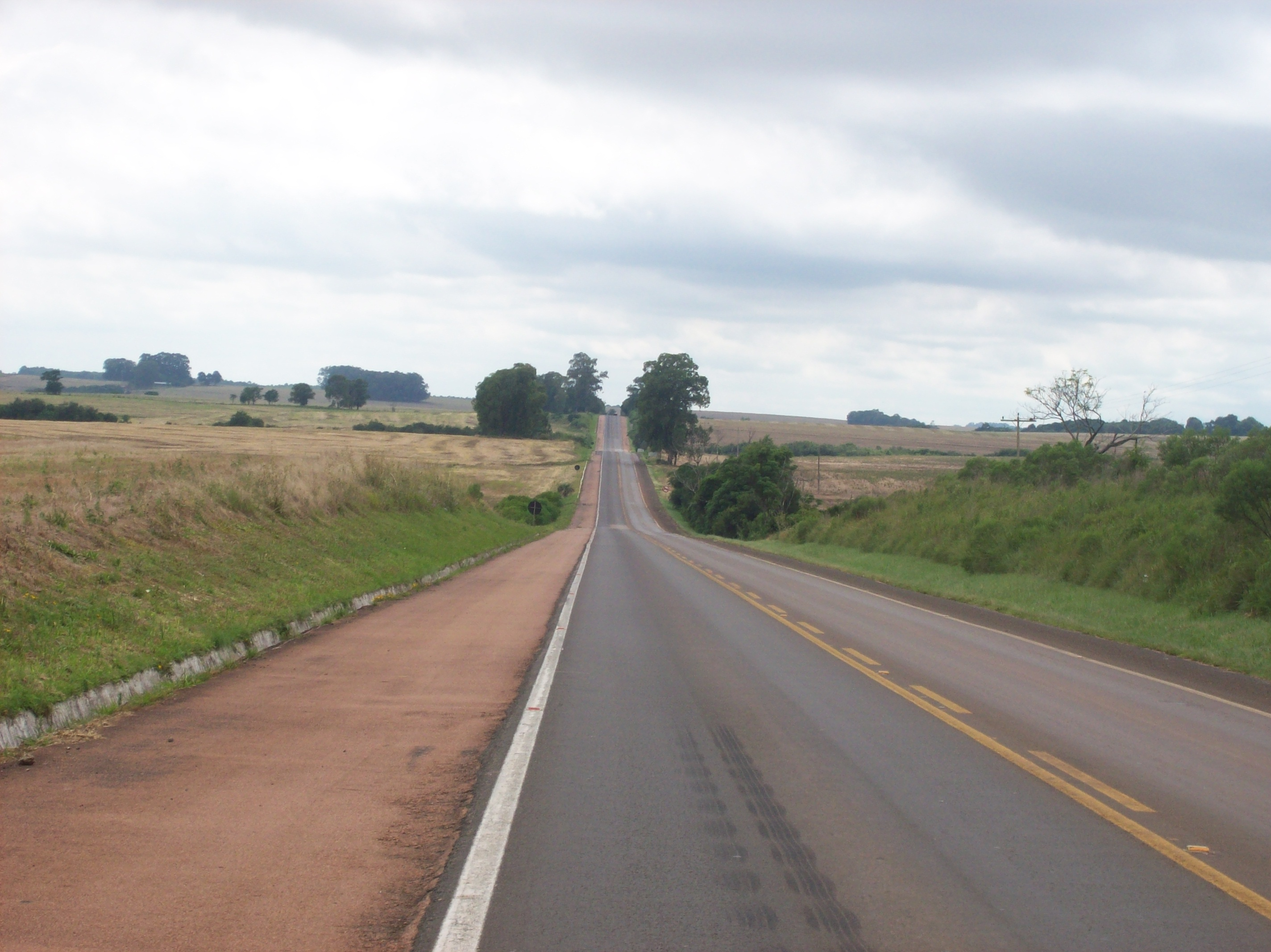
BR-290 à Cachoeira do Sul, Rio Grande do Sul